# درآمدی بر نظریه‌های برنامه‌ریزی با تأکید ویژه بر برنامه‌ریزی شهری
درآمدی بر نظریه‌های برنامه‌ریزی با تأکید ویژه بر برنامه‌ریزی شهری کتابی از زهره عبدی دانشپور است که در سال ۱۳۸۷ منتشر و در مراسم کتاب سال جمهوری اسلامی ایران به‌عنوان کتاب برگزیده معرفی شد.
اين كتاب در هشتمين دوره كتاب فصل در سال ١٣٨٨ به عنوان كتاب برگزيده در رشته خود شد. 
اين كتاب در سال ١٣٨٨ به عنوان كتاب سال دانشگاهي در رشته خود در هجدهمين دوره كتاب سال دانشگاهي برگزيده شد. 
اين كتاب در سال ١٣٨٩ رتبه سوم را در گروه علمي تاريخ، جغرافيا و باستان شناسي چهارمين جشنواره بين المللي فارابي، دريافت كرد. 